# Lipie Góry (województwo wielkopolskie)
Lipie Góry – wieś w Polsce położona w województwie wielkopolskim, w powiecie kolskim, w gminie Babiak.
Wieś królewska należąca do starostwa kolskiego, pod koniec XVI wieku leżała w powiecie konińskim województwa kaliskiego. W latach 1975–1998 miejscowość administracyjnie należała do województwa konińskiego.

## Informacje ogólne
Wieś położona 11 km na północny wschód od Koła przy lokalnej drodze z Wrzący Wielkiej do Lubońka.
We wsi znajduje się stacja kolejowa położona na tzw. Magistrali węglowej. W pobliżu dworca, w głębi lasu, znajduje się głaz pamiątkowy, poświęcony ofiarom niemieckiego bombardowania z 1939 r.

## Historia
6 września 1939 r., dzień po tragedii w Chojnach, niemiecka Luftwaffe popełniła kolejną zbrodnię na ludności cywilnej. W tym dniu w godzinach popołudniowych na tutejszej stacji kolejowej, zbombardowany i ostrzelany został pociąg ewakuacyjny z Wielkopolski Zachodniej i Pomorza. Zginęło wówczas 61 osób, w większości bezimiennych, które zostały pochowane w zbiorowej mogile.